# Кузнецова, Дина Николаевна
Дина Николаевна Кузнецова — оперная певица (сопрано). С начала 2000-х годов выступает на сценах лучших театров мира, среди которых Метрополитен-опера, Лирическая опера Чикаго, Королевский театр Ковент-Гарден, Опера Сан-Франциско, Английская национальная опера, Большой театр.

## Биография и музыкальная карьера
Родилась в Москве. С отличием окончила Академическое музыкальное училище при Московской государственной консерватории имени П. И. Чайковского по классу фортепьяно. Вокальное образование получила в Оберлинской консерватории (Oberlin Conservatory of Music) (США) у педагога Мэри Шиллер. Занималась вокалом с Мэрилин Хорн в Музыкальной академии Запада (Music Academy of the West). Прошла программу обучения в Оперном центре Райан (Ryan Opera Center) при Лирической опере Чикаго (Lyric Opera of Chicago).
В 2002 году Дина Кузнецова дебютировала в Берлинской Штаатсопере в партии Донны Анны в «Дон Жуане» Моцарта. Её партнёрами по сцене были Рене Папе и Чечилия Бартоли. На той же сцене она спела Адину в «Любовном напитке» Доницетти, где её партнёром был тенор Роландо Вильясон.
На Глайндборнском оперном фестивале в 2009 году певица с успехом исполнила партию Алисы Форд в постановке оперы Фальстаф Дж. Верди (дирижёр Эндрю Дэвис), а в 2011 году с триумфом исполнила заглавную роль в опере Дворжака «Русалка» (дирижёр Владимир Юровский).
В театре Лирическая опера Чикаго исполнила главные партии в спектаклях «Приключения лисички-плутовки» Л. Яначека, «Риголетто» Дж. Верди, «Ромео и Джульетта» Ш.Гуно. Исполнила главные партии в Венской государственной опере — в спектакле «Ромео и Джульетта» Ш. Гуно, в Баварской государственной опере — в постановке «Роделинды» Генделя, в Королевском театре Ковент-Гарден исполнила партию Лауретты в опере «Джанни Скикки» Дж. Пуччини (дирижёр Антонио Паппано).
Одна из самых любимых партий певицы — Татьяна в опере «Евгений Онегин» П. И. Чайковского. Эту партию она исполнила в театре «Лирическая опера Чикаго», где её партнёром был Дмитрий Хворостовский, в Опере Лилля (L’Opéra de Lille), в Национальной опере Монпелье, в театре Florida Grand Opera. В сентябре 2012 года приняла участие в Большом фестивале Российского национального оркестра (РНО) в Москве, исполнив партию Татьяны в концертной версии оперы «Евгений Онегин» под управлением Михаила Плетнева.
Певица успешно сотрудничала с Английской национальной оперой. Её исполнение главной партии в опере Джаккомо Пуччини «Мадам Баттерфляй» было высоко оценено критиками и публикой.
В 2015 и 2016 году в Большом театре исполнила заглавную партию в опере «Роделинда» Г. Ф. Генделя (совместная постановка Английской национальной оперы и Большого театра). «Роделинда» удостоена премии «Золотая маска 2017» как лучший оперный спектакль
С 2014 по 2017 годы Дина Кузнецова участвовала в спектаклях Муниципального театра Сантьяго в Чили под управлением Константина Чудовского. В этом театре она исполнила главные партии в операх Русалка Дворжака, Катя Кабанова и Енуфа Яначека.
Камерный репертуар певицы включает в себя произведения Чайковского, Рахманинова, Пуленка, Дворжака, Шимановского, Шостаковича. Певица часто участвует в Нью-Йоркском фестивале песни и ежегодном Международном фестивале камерной музыки «Music@Menlo» в Калифорнии, США.
Дина Кузнецова работала со многими выдающимися дирижёрами современности, такими как: Даниэль Баренбойм, Антонио Паппано, Владимир Юровский, Геннадий Рождественский, Василий Синайский, Михаил Плетнев, Владимир Ашкенази, Кристофер Мулдс, Константин Чудовский.
С 2018 года преподает в Кливлендском институте музыки (США). Дает мастер классы в США и Европе.

## Дискография
- Verdi: Falstaff (Glyndebourne,2009), DVD/Blu-Ray, Opus Arte
- The Metropolitan Opera HD Live, 2013. Zandonai: Francesca da Rimini
- Verdi&Shakespeare, Falstaff, 2016, DVD/Blu-Ray, Opus Arte
- Russia — Eastern Europe I (2004), CD Music@Menlo Live
- Russia — Eastern Europe II (2004), CD Music@Menlo Live
- Russia — Eastern Europe III (2004), CD Music@Menlo Live
- Russian Reflections, Vol. 1, 2016, CD Music@Menlo Live,
- Russian Reflections, Vol. 4, 2016, CD Music@Menlo Live
- Dina Kuznetsova on Apple Music